# Acontia cretata
Acontia cretata är en fjärilsart som beskrevs av Augustus Radcliffe Grote och Robinson 1868. Acontia cretata ingår i släktet Acontia och familjen nattflyn. Inga underarter finns listade i Catalogue of Life.

## Bildgalleri

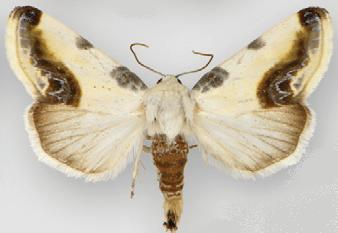